# Tricalysia niamniamensis
Tricalysia niamniamensis är en måreväxtart som beskrevs av Georg August Schweinfurth och William Philip Hiern. Tricalysia niamniamensis ingår i släktet Tricalysia och familjen måreväxter.

## Underarter
Arten delas in i följande underarter:
- T. n. niamniamensis
- T. n. nodosa